# António Serifo Embaló
António Serifo Embaló é um político guineense, antigo Ministro da Guiné Bissau.